# Yasmany Lugo
Yasmany Lugo, född den 24 januari 1990 i Pinar del Río, är en kubansk brottare.
Han tog OS-silver i tungvikt i samband med de olympiska tävlingarna i brottning 2016 i Rio de Janeiro.